# Gösta Stawåsen
Gösta Owe Stawåsen, född 7 april 1918 i Kågeröd i Malmöhus län, död 2 januari 1974 i Hökerum, var en svensk målare.
Han var son till fotografen Erik Lundahl och Olga Svensson och från 1947 gift med Karin Ingegerd Johansson. Stawåsen var som konstnär autodidakt och bedrev självstudier under resor till bland annat Frankrike, Tyskland, Tjeckoslovakien och Jugoslavien. Han var bosatt på många olika platser i Sverige under årens lopp men räknade själv Ångermanland och Västergötland till sin fasta punkter. Separat ställde han bland annat ut i Visby 1944 och Sollefteå 1947. Tillsammans med Olle Wilner ställde han ut på Konstsalong Rålambshof i Stockholm 1947. Han medverkade i samlingsutställningar arrangerade av Sveriges allmänna konstförening, Borås och Sjuhäradsbygdens konstförening samt grupputställningar på Konstsalong Rålambshof och utställningar med provinsiell konst i Borås. Bland hans offentliga arbeten märks en dekorativ betongvägg med stuck på Kolmårdens djurpark. Hans konst består av porträtt, stilleben, byggnader och landskapsskildringar i en naturromantisk stil. Stawåsen är representerad vid Kalmar konstmuseum.